# En suivant mon cœur !
Pour plus de détails, voir Fiche technique et Distribution.

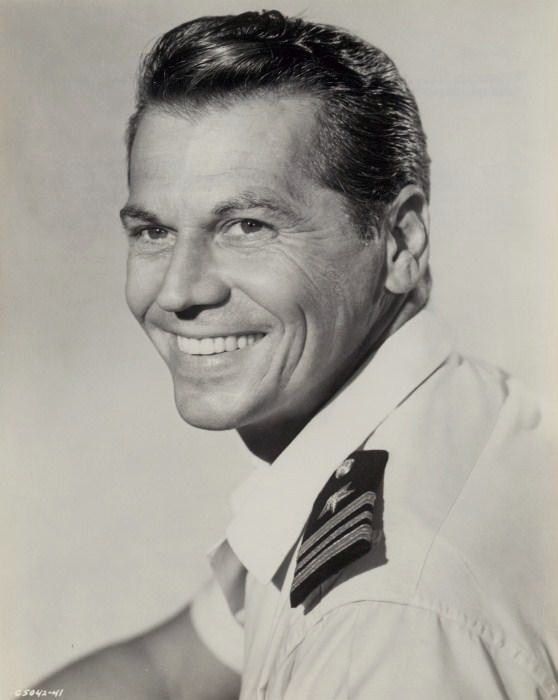
Ron Randell dans le film.

En suivant mon cœur ! (Follow the Boys) est un film américain réalisé par Richard Thorpe, sorti en 1963.

## Synopsis
Quatre jeunes femmes suivent la côte depuis Cannes jusqu'en Italie, leurs maris ou amis étant embarqués sur un navire de guerre américain...

## Fiche technique
- Titre original : Follow the Boys
- Titre français : En suivant mon cœur !
- Réalisation : Richard Thorpe
- Scénario : David T. Chantler, David D. Osborn
- Direction artistique : William C. Andrews
- Photographie : Edward Scaife
- Son : Rusty Coppleman
- Montage : John Victor-Smith
- Musique : Alexander Courage, Ron Goodwin
- Direction musicale : Ron Goodwin
- Production : Lawrence P. Bachmann
- Société de production : Franmet Productions, Metro-Goldwyn-Mayer
- Société de distribution : Metro-Goldwyn-Mayer
- Pays d'origine :  États-Unis[1]
- Langue originale : anglais
- Format : couleur (Metrocolor) — 35 mm — 2,35:1 (Panavision) — son Mono (Westrex Recording System)
- Genre : Comédie romantique
- Durée : 95 minutes
- Dates de sortie : 
  - États-Unis : 27 février 1963
  - France : 1er janvier 1964

## Distribution
- Connie Francis : Bonnie Pulaski
- Paula Prentiss : Toni Denham
- Dany Robin : Michèle Perrier
- Janis Paige : Liz Bradville
- Russ Tamblyn : Lieutenant Wadsworth "Smitty" Smith
- Richard Long : Lieutenant Peter Langley
- Ron Randell : Lieutenant-commandant Ben Bradville
- Roger Perry : opérateur radar Billy Pulaski
- Robert Nichols : Hulldown
- Paul Maxwell : Capitaine d'armes
- Eric Pohlmann : un fermier italiea
- David Summer : Vittorio
- Seán Kelly : Officier de quart
- John McLaren : narrateur
- Roger Snowdon : un barman italien

## Chansons du film
- Italian Lullabye : paroles et musique de Connie Francis
- Follow the Boys, Waiting for Billy, Tonight's My Night, Sleepyland et Intrigue : paroles et musique de Benny Davis, Ted Murry et Dramato Palumbo, interprétée par Connie Francis